# Loveless, more Loveless
『Loveless, more Loveless』は、日本のヴィジュアル系ロックバンドであるメガマソが2011年2月16日にリリースしたメジャー2作目、通算6作目のアルバム（フルアルバム）である。
本作ではプロデューサーに土屋昌巳（一風堂）、さらにfeat.VoとしてIZAMも参加している。

## 販売形態
- Loveless, more Loveless CD+DVD盤
- Loveless, more Loveless CD盤

## 収録曲

### CD+DVD盤
1. 世界の終わりのジェリーフィッシュ
  - 作詞・作曲：涼平
  - 涼平曰く、歌詞のテーマは「星に大洪水が起こる」というもので、「そのテーマが今回のアルバムの裏側にある」とブログで解説している[1]。
2. Loveless,more Loveless 
  - 作詞・作曲：涼平
  - 映画「女忍 KUNOICHI」主題歌。
  - アルバムの表題曲であり、このアルバムが制作されるきっかけとなった楽曲[2]。
3. 白銀少女
  - 作詞・作曲：涼平
4. かごめかごめ in TOKYO Night
  - 作詞・作曲：涼平
  - 涼平曰く、「不眠症の女の子」をテーマにした楽曲[3]。
  - 仮タイトルは「maybe honesty」だった[4]。
5. wonder_wall_sunset
  - 作詞・作曲：涼平
6. たすけて
  - 作詞・作曲：涼平
7. fate
  - 作詞・作曲：インザーギ
8. パンデモニウム、発覚。
  - 作詞・作曲：涼平
9. The Requiem
  - 作詞・作曲：涼平
10. 静かなくちづけで、朝の挨拶を。
  - 作詞・作曲：涼平
  - 仮タイトルは「ステンドグラス」だった[4]。
11. トワイライトスター
  - 作詞・作曲：涼平
  - メジャー3rdシングル。NHK教育テレビアニメ「メジャー 第6シリーズ」エンディングテーマ。
12. 花びら
  - 作詞・作曲：涼平
  - メジャー4thシングル。TBS系テレビ「ランク王国」8・9月度オープニングテーマ。
13. すみれ September Love （メガマソfeat. IZAM）
  - 作詞：竜真知子 ／ 作曲：土屋昌巳
  - 一風堂がリリースした同名曲をカバーしたもの。

- DVD収録内容

1. 「すみれ September Love」 (Video Clip)
2. 「トワイライトスター」 (2010.9.5@SHIBUYA-AX)
3. 「花びら」 (2010.9.5@SHIBUYA-AX)

### CD盤
1. 世界の終わりのジェリーフィッシュ
2. Loveless,more Loveless
3. 白銀少女
4. かごめかごめ in TOKYO Night
5. wonder_wall_sunset
6. たすけて
7. fate
8. パンデモニウム、発覚。
9. The Requiem
10. 静かなくちづけで、朝の挨拶を。
11. トワイライトスター
12. 花びら
13. すみれ September Love (メガマソfeat. IZAM)
14. Until
  - 作詞・作曲：Gou
  - ベースのGouがメガマソとして初めて作詞と作曲を手がけた楽曲。